# Ostafieje
Ostafieje – kolonia w Polsce, w województwie mazowieckim, w powiecie przasnyskim, w gminie Czernice Borowe.
Kolonia wchodzi w skład sołectwa Miłoszewiec.
Do 31 grudnia 2023 miejscowość była częścią wsi Miłoszewiec.